# Llora rosada
La llora rosada o rogeta (Russula vesca) és una espècie de fong de l'ordre dels russulals (Russulales). És una cualbra del grup de les llores, amplament distribuïda en la zona mediterrània, des del litoral fins a l'estatge subalpí i fins al nord d'Europa.

## Morfologia
Bolet amb el barret de fins a 12 cm de diàmetre; subglobós de jove, estès i suaument deprimit en el centre quan adult; de bru vinaci a bru avellana o bru porpra; sempre amb tons rosats o carnis (sovint recorda el color del pernil dolç); superfície llisa, humida; fàcilment separable, fins a 2/3 del radi; marge més clar que el barret, obtús, llis; en l’adult pentinat i que, per retracció de la cutícula, acostuma a mostrar la carn del barret i les làmines.
Làmines denses, blanes, lleugerament flexibles; blanques, amb l’edat cremoses, sovint amb l’aresta tacada de rovell.
Cama allargada, esvelta; blanca, sovint amb taques rovell; s'aprima cap al peu.
Carn aprimada, esmicoladissa; blanca, es tenyeix de rovell a groc brunenc al peu i a les ferides; dolça al tast, de fruits secs; d’olor inapreciable.

## Hàbitat
Espècie termòfila i primerenca; es troba des de principis de primavera a mitjan tardor, fructifica amb preferència en èpoques caloroses; prefereix terrenys silicis; des de l’estatge subalpí i la muntanya mitjana fins a la plana i litoral; vora coníferes (pi negre, pi roig, avet) a muntanya, vora planifolis (alzina, surera, castanyer, roures, faig, avellaner) a la plana.

## Observacions
Carn Fe +: de rosa salmó viu a rovell rosaci, reacció molt ràpida i intensa.
De manera característica, en envellir la pell del barret es retreu en el marge, de manera que deixa veure les làmines de sota i la carn blanca del barret.

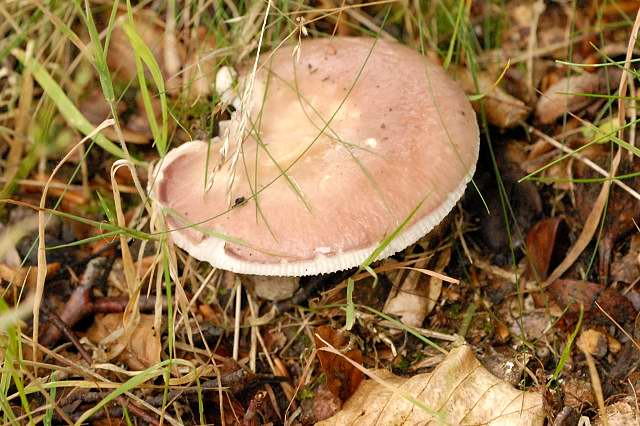
Pell del marge del barret retreta mostrant les làmines, llora rosada (Russula vesca)

## Comestibilitat
Comestible; molt apreciada, tot i que de poca carn.